# HMS Gloucester (C62)
Pour les autres navires du même nom, voir HMS Gloucester.
Le HMS Gloucester est un croiseur léger de la classe Town, en service dans la Royal Navy. Mis en service en janvier 1939, il participe aux premières opérations de la Seconde Guerre mondiale, dans l'océan Indien puis en mer Méditerranée. Il est coulé lors de la bataille de Crète, le 22 mai 1941, entrainant la mort de 722 des 807 hommes d'équipage.

## Conception et construction
Le Gloucester est le premier navire d'une sous-classe de la classe Town, dont le blindage est légèrement amélioré. Long de 588 pieds (179 m) et large de 62 pieds et 4 pouces (19 m), son tirant d'eau est de 22 pieds et 7 pouces (6,3 m). Le croiseur déplace 9 600 t.
Son armement principal est constitué de 12 canons de marine de 6 pouces BL Mark XXIII, répartis en quatre triples tourelles, et de 8 canons de marine de 4 pouces QF Mark XVI, répartis en quatre doubles tourelles. L'armement secondaire est formé par deux quadruples canons de marine de 2 livres QF Mark VIII et de 8 mitrailleuses de 12,7 mm Vickers. Le navire est aussi équipé de six tubes lance-torpilles de 21 pouces (533 mm).

## Service actif

### Océan Indien
Le Gloucester commence sa carrière dans l'océan Indien, comme navire-amiral de la 4e escadre de croiseurs. À la fin de l'année 1939, il est transféré en Afrique-du-Sud.

### Mer Méditerranée
Le navire est transféré en Méditerranée en mai 1940. Le 7 juillet, il appareille d'Alexandrie pour Malte avec le reste de la flotte de la Méditerranée du vice-amiral Cunningham pour escorter un convoi. Le lendemain, une bombe larguée par un avion italien heurte la passerelle du navire et tue sur le coup 18 membres d'équipage, dont le capitaine Garside, le commander D'Aeth et les lieutenant commanders Churchill et Lindsay. Par suite de cet impact, le navire ne pouvant plus être gouverné depuis la passerelle, le Gloucester se trouve quelques instants sans personne pour le diriger, jusqu'à ce que le lieutenant commander Tanner prenne le commandement depuis le poste de direction arrière. Malgré la destruction de sa passerelle, le croiseur rejoint la flotte et participe à la bataille de Punta Stilo. Après la bataille, la flotte passe à Malte avant de retourner à Alexandrie, qu'elle atteint le 13 juillet.
Pendant que la passerelle est réparée à Alexandrie, un nouveau capitaine est nommé, Henry Aubrey Rowley, et le lieutenant commander Tanner est promu commander.
Le navire passe le deuxième semestre 1940 en Méditerranée orientale et en mer Égée. Fin septembre, il transporte, avec le HMS Liverpool des troupes d'Alexandrie à Malte. Le 11 janvier 1941, pendant une escorte de convoi dans le cadre de l'opération Excess, le Gloucester et son sister-ship, le croiseur Southampton, sont la cible d'une attaque de stukas juste après avoir quitté Malte. Le Gloucester est touché par une bombe qui n'explose pas. Le Southampton est lui touché par deux bombes au sud-est de Malte et prend feu ; l'incendie prend au piège dans les ponts inférieurs un grand nombre de marins. 81 membres d'équipage sont tués, tandis que les survivants embarquent à bord du Gloucester et du destroyer Diamond. Trop sévèrement endommagé, le Southampton est coulé par une torpille tirée du Gloucester et quatre torpilles tirées du HMS Orion.
En mars 1941, le Gloucester participe à la bataille du cap Matapan; En avril, il effectue plusieurs bombardements sur la côte africaine. L'une de ces missions se déroule le 21 avril 1941 ; le Gloucester, les cuirassiers Warspite, Valiant et Barham et plusieurs destroyers bombardent le port de Tripoli.

### Naufrage

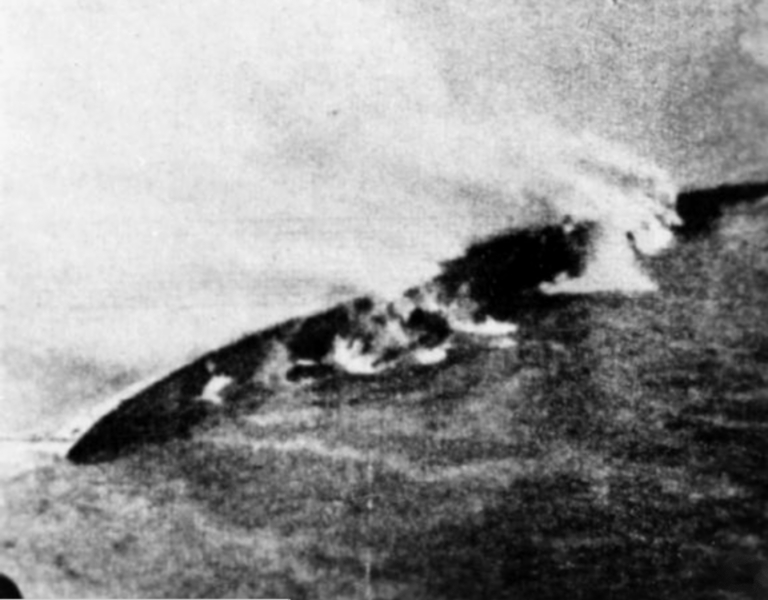
Photographie prise par un aviateur allemand montrant le naufrage du Gloucester au large de la Crète le 22 mai 1941.

Le Gloucester participe au printemps 1941 aux opérations navales au large de la Crète. Le 22 mai 1941, alors qu'il navigue dans le détroit de Cythère, à environ 12 milles marins au nord de la Crète, le croiseur est attaqué par des stukas. Touché par au moins quatre bombes lourdes et après en avoir évité trois de justesse, le Gloucester coule. Seuls 85 des 807 hommes d'équipage survivent au naufrage. Ils sont capturés le lendemain par des navires allemands.
Les circonstances du naufrage ont fait l'objet d'un documentaire de la BBC. Selon lui, l'envoi du Gloucester, seul, avec peu de réserve de carburant ou de munitions anti-aériennes, dans cette zone est une « erreur grave ». Plus encore, l'incapacité à venir recueillir les survivants après la tombée du jour est « contraire aux usages de la Royal Navy »,.
Une autre version du naufrage diffère de celle compté par la BBC et la complète. Dans celle-ci, le Gloucester et le croiseur Fiji ont été envoyés tous les deux au secours des survivants de l'équipage du destroyer Greyhound. Après avoir affronté de féroces attaques aériennes qui épuisèrent leurs munitions, les deux navires furent autorisés à rejoindre la flotte. C'est en retournant vers la Crète que le Gloucester fut coulé. Le Fiji est coulé lui aussi le même jour.
Le 30 mai, dans une lettre au premier Lord de la Mer, l'amiral Cunningham déclare : « L'envoi du Gloucester et du Fiji au Greyhound est une autre grave erreur et nous a couté ces deux navires. Ils étaient pratiquement à court de munition mais même s'ils avaient été chargés à plein, je pense que nous les aurions perdus. L'officier commandant le Fiji m'a dit que le ciel au-dessus du Gloucester était noir d'avions,. »
Le site du naufrage est protégé par le Protection of Military Remains Act 1986 (en).